# Copa Hopman 1996
La Copa Hopman 1996 corresponde a la 8.ª edición de dicho torneo de equipos nacionales de tenis compuestos por dos tenistas, una mujer y un hombre. Participan 8 equipos en total, representando a Australia, Francia, Holanda, Estados Unidos, Suiza, Croacia, Alemania y Sudáfrica. 
La competencia comenzará en diciembre de 1995 en el Burswood Entertainment Complex de Perth, Australia.

## Final
| \| 1 \| \| Iva Majoli \| 3 \| 0 \| \| \| \| \| 1 \| \| Martina Hingis \| 6 \| 6 \| \| \| \| \| 2 \| \| Goran Ivanišević \| 7 \| 7 \| \| \| \| \| 2 \| \| Marc Rosset \| 6 \| 5 \| \| \| \| \| 3 \| \| Iva Majoli / Goran Ivanišević \| 3 \| 7 \| 4 \| \| \| \| 3 \| \| Martina Hingis / Marc Rosset \| 6 \| 6 \| 5 \| se retiran \| \| |                    |                               |   |   |   |            |  |
| 1 | Bandera de Croacia | Iva Majoli                    | 3 | 0 |   |            |  |
| 1 | Bandera de Suiza   | Martina Hingis                | 6 | 6 |   |            |  |
| 2 | Bandera de Croacia | Goran Ivanišević              | 7 | 7 |   |            |  |
| 2 | Bandera de Suiza   | Marc Rosset                   | 6 | 5 |   |            |  |
| 3 | Bandera de Croacia | Iva Majoli / Goran Ivanišević | 3 | 7 | 4 |            |  |
| 3 | Bandera de Suiza   | Martina Hingis / Marc Rosset  | 6 | 6 | 5 | se retiran |  |

| Predecesor: 1995 | Copa Hopman 1996 | Sucesor: 1997 |